# Pat Leahy
Patrick Joseph Leahy, detto Pat (Charleville, 20 maggio 1877 – Chicago, 29 dicembre 1927), è stato un altista, lunghista e triplista britannico, di nazionalità irlandese.
Aveva sei fratelli, tutti impegnati nello sport: suo fratello Con ottenne la medaglia d'oro nel salto in alto ai Giochi olimpici intermedi, e anche il fratello Timothy praticò atletica leggera ad alti livelli.
Patrick partecipò alle Olimpiadi di Parigi del 1900, arrivando secondo nel salto in alto, terzo nel salto in lungo e quarto nel salto triplo.
Nel 1909 Pat e Con emigrarono negli Stati Uniti.

## Record nazionali
- Salto in alto: 1,968 m ( Limerick, 24 luglio 1898)

## Palmarès
| Anno | Manifestazione | Sede   | Evento         | Risultato | Prestazione | Note |
| ---- | -------------- | ------ | -------------- | --------- | ----------- | ---- |
| 1900 | Olimpiadi      | Parigi | Salto in alto  | Argento   | 1,78 m      |      |
| 1900 | Olimpiadi      | Parigi | Salto in lungo | Bronzo    | 6,950 m     |      |
| 1900 | Olimpiadi      | Parigi | Salto triplo   | 4º        |             |      |